# Snappy (библиотека)
Snappy (ранее — Zippy) — библиотека для быстрого сжатия и распаковки данных, написанная на C++ в Google на основе LZ77; открыта в 2011 году. Основной целью стало достижение высокой скорости сжатия, при этом задач наибольшего сжатия или совместимости с другими библиотеками не ставилось. В 2011 году скорость сжатия на одном ядре Core i7 (2,26 ГГц, 64 бита) достигала 250 МБ/с и 500 МБ/с для распаковки, однако при этом коэффициент сжатия оказался на 20 — 100 % ниже, чем у gzip.
Применяется в проектах Google, например, таких как BigTable, MapReduce и во внутренней системе RPC, используется в столбцовом движке для MariaDB, Cassandra, форматах файлов для экосистемы Hadoop, LevelDB, MongoDB, RocksDB. Является хорошо переносимой, не использует ассемблерные вставки.
Распространяется в виде обёрток над Си и C++; существуют интерфейсы для ряда других языков, в том числе для C#, Лиспа, Erlang, Go, Haskell, Haxe, Java, Lua, Node.js, Perl, PHP, Python, R, Ruby, Rust, Smalltalk.

## Формат потока
Кодирование в Snappy — побайтовое, в потоке могут быть только байты. Формат избегает энтропийного кодирования, используя алгоритм Хаффмана или арифметическое кодирование в зависимости от ситуации.
Первый байт в потоке определяет размер несжатых данных, хранится в виде little endian «varint», то есть целое число в коде переменной длины. Первые семь бит каждого байта используются для данных, а восьмой бит — флаг конца поля, описывающего этот размер.
Остальные байты потока закодированы в виде одного из четырёх типов элемента. Тип элемента закодирован в первые два бита первого байта (байт тега — tag byte) элемента.
Обозначения: код — ссылка на словарь; сдвиг — сдвиг от текущей позиции назад к уже распакованному потоку; длина — количество байтов кода из словаря.
- 00 — несжатые данные; последующие 6 битов используются для хранения размера данных; если размер занимает более 60 байтов, будет использован код нефиксированной ширины
- 01 — код, хранящий длину (3 бита) и сдвиг (11 битов); один байт после тега используется для невместившейся части сдвига
- 10 — код, хранящий длину (6 бит) тега и сдвиг в виде двухбайтового числа после тега
- 11 — код, хранящий длину (6 бит) тега и сдвиг в виде четырёхбайтового числа после тега

Размер словаря ограничен {\displaystyle 2^{16}} байтами ({\displaystyle 2^{15}} для версии 1.0).

## Пример потока
Оригинальный текст:
```
Wikipedia is a free, web-based, collaborative, multilingual encyclopedia project.
```

Сжатый поток:
```
000000 
51 f0 42
 57 69 6b 69 70 65 64 69 61 20 69 73 20  >Q.BWikipedia is <
000010 61 20 66 72 65 65 2c 20 77 65 62 2d 62 61 73 65  >a free, web-base<
000020 64 2c 20 63 6f 6c 6c 61 62 6f 72 61 74 69 76 65  >d, collaborative<
000030 2c 20 6d 75 6c 74 69 6c 69 6e 67 75 61 6c 20 65  >, multilingual e<
```

Первые 2 байта 0x51 — это длина, выраженная в виде little-endian varint (см. также Protocol Buffers для спецификации varint — записи целого числа переменной длины). В нашем случае с пустым старшим битом равным нулю 0x51 = 81. Значит длина кодируемого сообщения 81 байт. Следующие два байта 0xF042 указывают, что далее следует указание типа 0xF0 = 0b11110000, младшие два бита 0b00, и длины кодируемого блока старшие 6 бит 0b111100, которые указывают, что длина сообщения указывается в единственном следующим за ним байте 0x42 = 66 байт.
```
000040 6e 63 79 63 6c 6f 
09 3f 1c
 70 72 6f 6a 65 63 74  >ncyclo.?.project<
000050 2e    
```

0x09 — это байт тега типа 01 с длиной 4 бита и сдвигом = 0x3F = 6310 или "pedia ";
В примере все повторения подстроки из четырёх и более символов были устранены процессом сжатия. Большинство других библиотек может сжать этот пример лучше. В отличие от классических архиваторов gzip или bzip2, в Snappy не применяется энтропийное кодирование (такое, как код Хаффмана) и символы алфавита не переупаковываются в более компактные битовые последовательности в соответствии с частотой их встречаемости.